# 石巻山

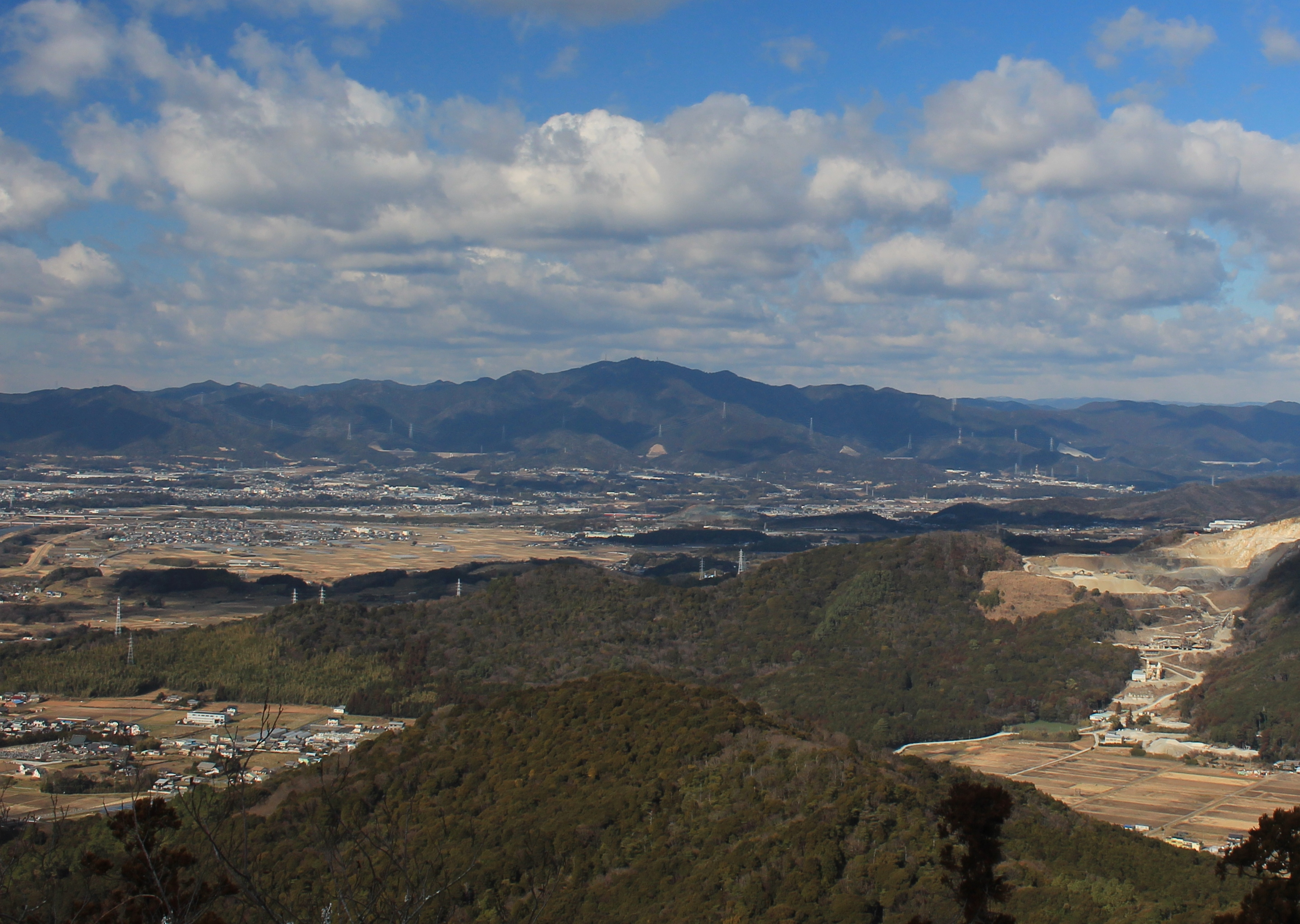
北の眺望
中央奥に本宮山（三河富士）

石巻山（いしまきやま、いしまきさん）は、愛知県豊橋市石巻町字南山にある標高358mの山。

## 概要
愛知県と静岡県の県境に連なる弓張山地の南部である湖西連峰から西側に派生する尾根でかつての八名郡南部に位置する。山頂は石灰岩の巨岩で構成されており、周辺の「石巻山石灰岩地植物群落」は国の天然記念物の指定を受けていて、マルバシモツケやクモノスシダなどの石灰岩土壌に生える植物が見られる。
かつては石巻山それ自体が信仰の対象とされ、中腹には式内社の石巻神社が祭られているほか、石巻温泉の旅館や自然科学資料館がある。また、南北朝時代、南朝方の高井主膳正の石巻山城が有った。

## 登山
ハイキングコースは豊橋自然歩道として整備されていて、石灰岩の山頂からは360度の展望が開けている。以前は東海地方のロッククライミングにおいて重要な位置を占めていたが、クライマーのマナーの問題などから2006年（平成18年）に登攀禁止となっている。

## 豊橋市石巻自然科学資料館

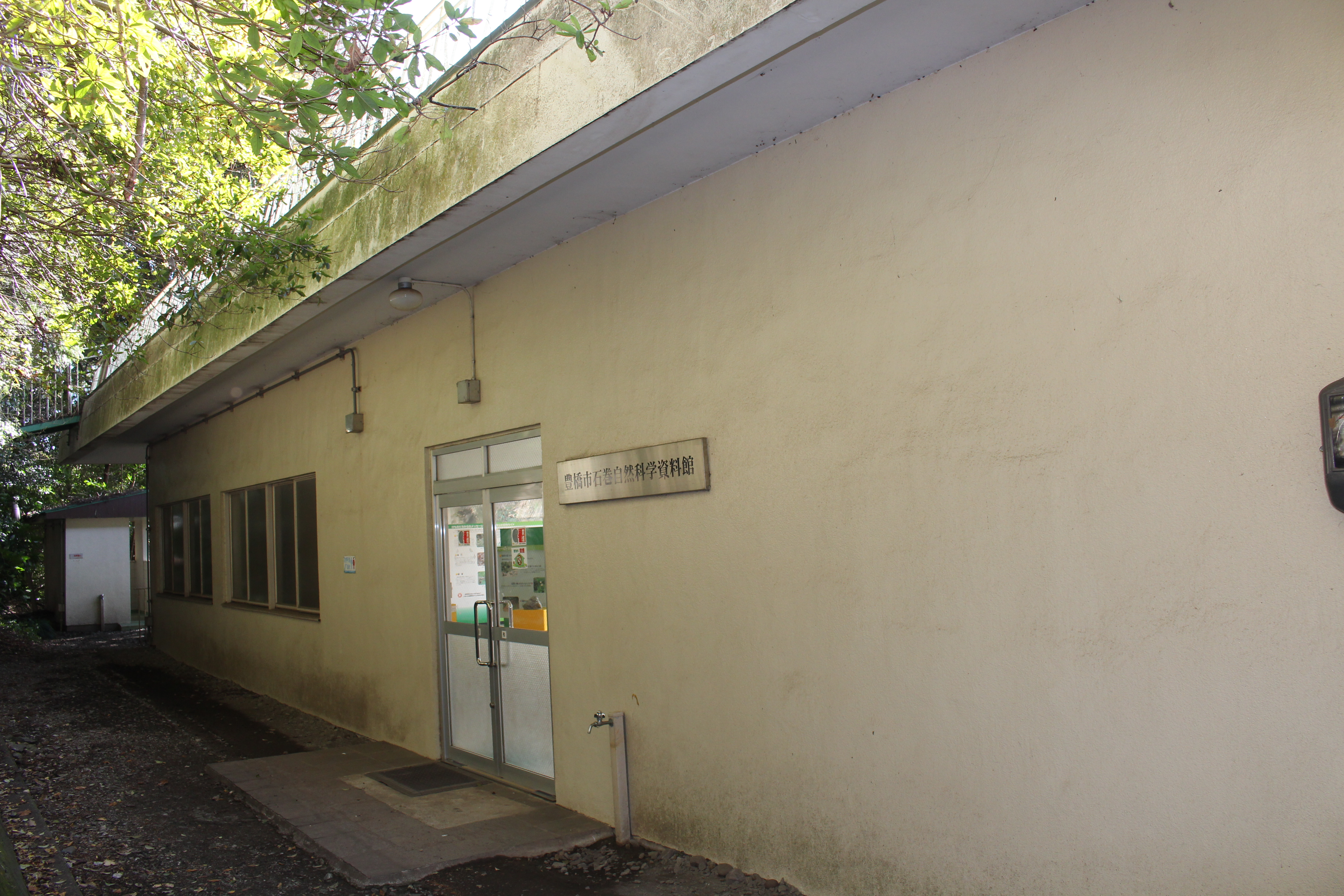
山頂部にある豊橋市石巻山自然科学資料館

豊橋市内東北部の石巻山中腹に、「豊橋市石巻自然科学資料館」がある。1967年（昭和42年）に開館し、周辺の弓張山地の地質や動植物などを紹介するための施設である。2001年（平成13年）4月、豊橋市自然史博物館の附属施設になり、2002年（平成14年）12月14日にリニューアルオープン。

## 交通アクセス
- 各線豊橋駅から豊鉄バスで約20分「石巻登山口」バス停下車。

## 関連画像

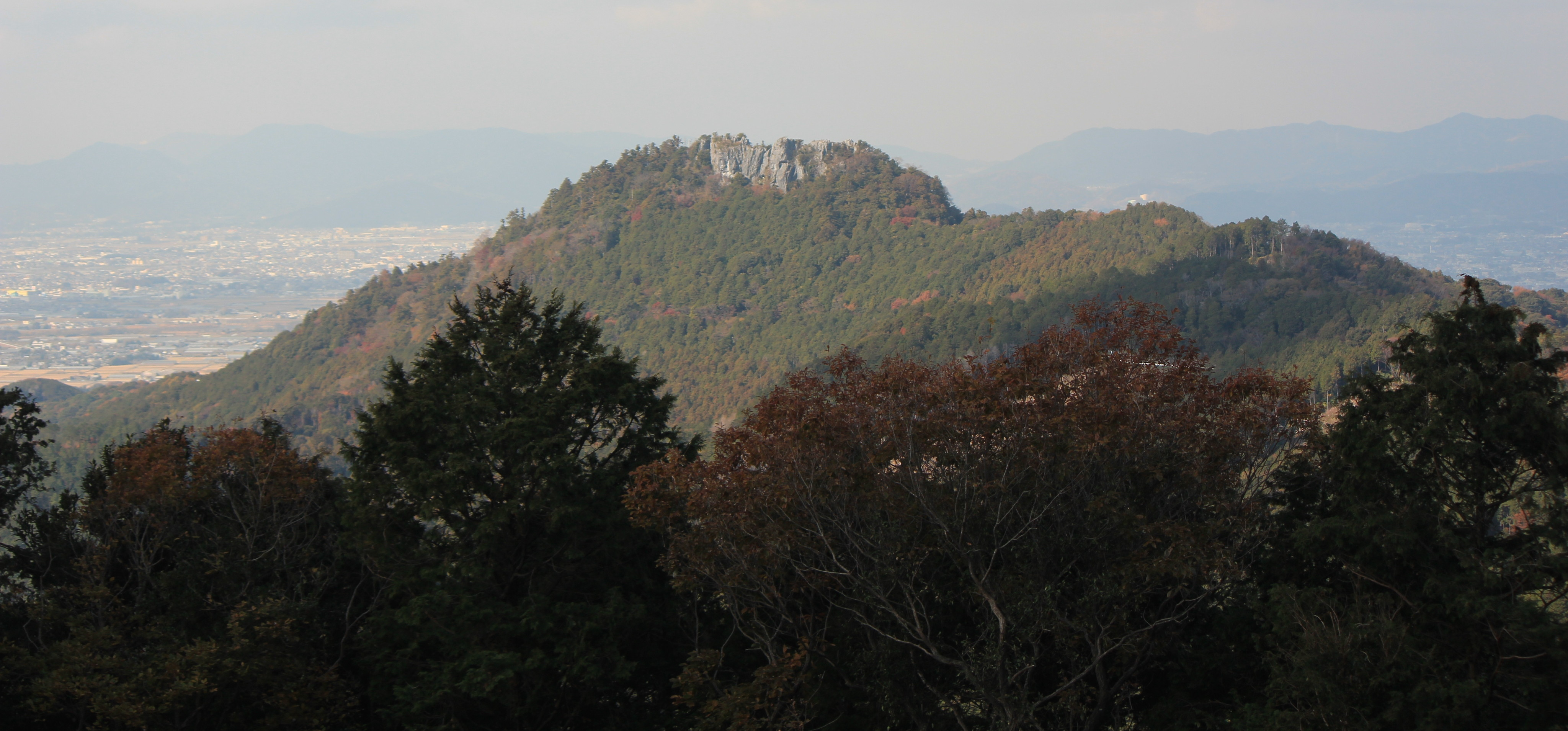
東側の弓張山地の県境稜線から望む石巻山
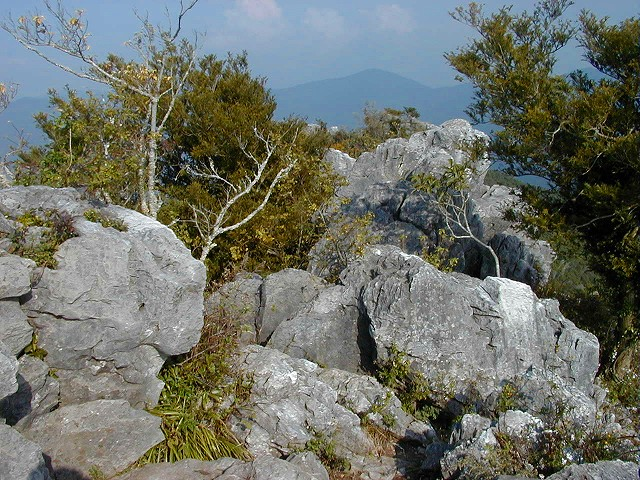
石巻山山頂
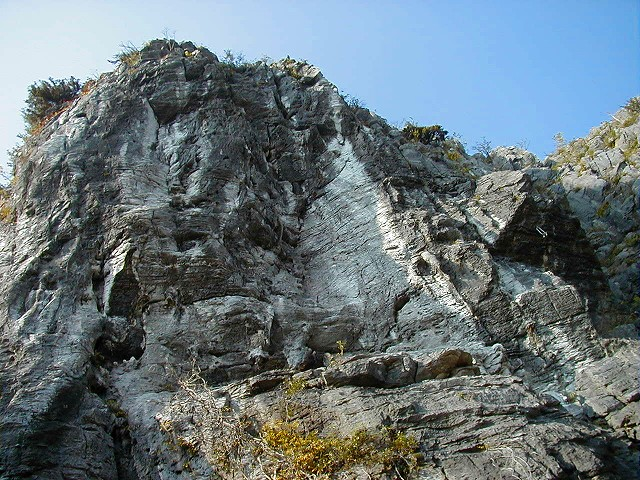
山頂直下の巨岩
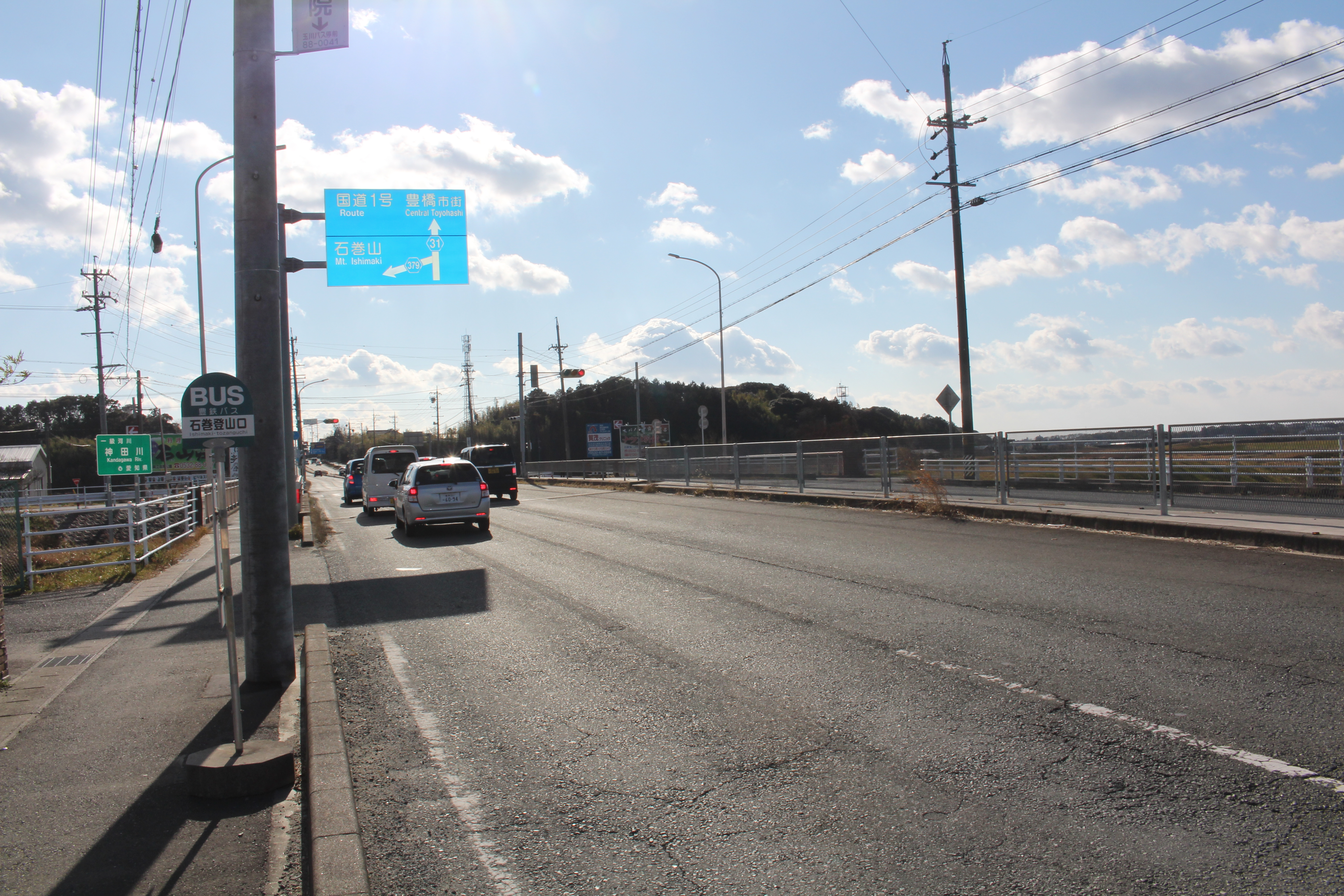
愛知県道31号東三河環状線沿いにある豊鉄バスの「石巻登山口」バス停